# 이세랑
이세랑(1974년 11월 8일~)은 대한민국의 배우이다.

## 학력
- 백제예술대학 방송연예과 졸업(1993년~1995년)

## 출연작

### 드라마
- 《연애의 재구성》 (Dramax, 2007년) - 인영의 친구 역
- 《대왕 세종》 (KBS2, 2008년) - 태종 후궁 역
- 《기담 전설》 (E채널, 2008년) - 오 간호사 역
- 《솔약국집 아들들》 (KBS2, 2009년) -  수예점 사장 역
- 《장화, 홍련》 (KBS2, 2009년) - 이웃 주민 역
- 《살맛납니다》 (MBC, 2010년) - 아기 엄마 역
- 《민들레 가족》 (MBC, 2010년)- 동네 주민 역
- 《제중원》 (SBS, 2010년) - 언챙이 환자 역
- 《제빵왕 김탁구》 (KBS2, 2010년) - 복지사 역
- 《분홍 립스틱》 (MBC, 2010년) - 백화점 직원 역
- 《인생은 아름다워》 (SBS, 2010년) - 병걸의 맞선녀 역
- 《신기생뎐》 (SBS, 2011년) - 부용각 주방 최씨 역
- 《미쓰 아줌마》 (SBS, 2011년) - 산부인과 여의사 역
- 《한국어 강좌 두근두근 한국》 (NHK, 2011년) - 모리미카 역 (주연)
- 《하이킥! 짧은 다리의 역습》(MBC, 2011~2012년) - 백 간호사 역
- 《폼나게 살거야》 (SBS, 2012년) - 옷가게 직원 역
- 《백년의 유산》 (MBC, 2013년) - 민효동의 맞선녀 역
- 《아들 녀석들》 (MBC, 2013년) - 가게 인수인 역
- 《야왕》 (SBS, 2013년) - 영희 엄마 역
- 《주군의 태양》 (SBS, 2013년) - 404호 할머니 귀신의 딸 역
- 《불의 여신 정이》 (MBC, 2013년) - 두치부인
- 《장옥정, 사랑에 살다》 (SBS, 2013년) - 무당 오례 역
- 《특수사건 전담반 TEN 2》 (OCN, 2013년) - 사회복지사 역
- 《사건번호 113》 (SBS, 2013년) - 단기 부분 기억상실증 환자 역
- 《루비 반지》 (KBS2, 2013년) - 영아원 교사 역
- 《천국의 눈물》 (tvN, 2013년)- 백화점 갑질 손님 역
- 《정도전》 (KBS2, 2014년) - 여종 역
- 《잘 키운 딸 하나》 (SBS, 2013년~2014년) - 역술인 역
- 《닥터 이방인》 (SBS, 2014년) - 이규은 역
- 《너희들은 포위됐다》 (SBS, 2014년) - 분식집 주인 역
- 《사랑만 할래》 (SBS, 2014년) - 미용사 역
- 《비밀의 문 : 의궤 살인 사건》 (SBS, 2014년) - 무녀 다비 역
- 《모던 파머》 (SBS, 2014년) - 농촌 체험 가족 엄마 역
- 《내 마음 반짝반짝》 (SBS, 2015년) - 산부인과 의사 역
- 《사랑하는 은동아》 (JTBC, 2015년) - 수퍼 주인 역
- 《앵그리맘》 (MBC, 2015년) - 이기적인 학부모 임원 역
- 《울지 않는 새》 (tvN, 2015년) - 무당 역
- 《화정》 (MBC, 2015년) - 동궁전 김상궁 역
- 《마을 - 아치아라의 비밀》 (SBS, 2015년) - 소연 엄마 역
- 《풍선껌》 (tvN, 2015년) - 진우 엄마 역
- 《오 마이 비너스》 (KBS2, 2015년) - 과거 미용실 원장 역
- 《리멤버 - 아들의 전쟁》 (SBS, 2015년) - 오영지 고모 역
- 《내 사위의 여자》 (SBS, 2016년) - 수연 모 역
- 《마녀의 성》 (SBS, 2016년) - 사기꾼 애엄마 역
- 《W》 (MBC, 2016년) - 길수영 역
- 《한번 더 해피엔딩》 (MBC, 2016년) - 돈 많은 상담녀 역
- 《별이 되어 빛나리》 (KBS2, 2015년) - 수감자 역
- 《대박》 (SBS, 2016년) - 대길의 아버지 뺨 때리는 아낙 역
- 《가화만사성》 (MBC, 2016년) - 쿠킹 클래스 부반장 역
- 《또 오해영》 (tvN, 2016년) - 진상 엄마 역
- 《원티드》 (SBS, 2016년) - 지은 엄마 역
- 《아이가 다섯》 (KBS2, 2016년) - 경주 이모 역
- 《미녀 공심이》 (SBS, 2016년) - 단태 엄마 역
- 《닥터스》 (SBS, 2016년) - 윤호 엄마 역
- 《싸우자 귀신아》 (tvN, 2016년) - 귀신 김점순 역
- 《다시 시작해》 (MBC, 2016년) - 재단사 역
- 《판타스틱》 (JTBC, 2016년) - 타로카드 점사 역
- 《옥중화》 (MBC, 2016년)- 문정황후의 최상궁 역
- 《맨몸의 소방관》 (KBS2, 2016년) - 가정폭력에 시달리는 정남의 아내 역
- 《생동성 연애》 (MBC, 2016년) - 고깃집 사장 역
- 《엽기적인 그녀》 (SBS, 2016년) - 국무 역
- 《낭만닥터 김사부》 (SBS, 2016년) - 환자 아내 역
- 《아버님 제가 모실게요》 (MBC, 2016년) - 수간호사 조혜정 역
- 《역도 요정 김복주》 (MBC, 2016년) - 최성은 언니 역
- 《역적 : 백성을 훔친 도적》 (MBC, 2017년) - 페비 윤씨의 상궁 역
- 《쌈, 마이웨이》 (KBS2, 2017년) - 황장오 체육관 회원 아줌마
- 《파수꾼》 (MBC, 2017년) - 병재 아내 역
- 《수상한 파트너》 (SBS, 2017년) - 의뢰인 역
- 《언니는 살아있다》 (SBS, 2017년) - 의사 역
- 《매드독》 (KBS2, 2017년) - 간사 역
- 《내 남자의 비밀》 (KBS2, 2017년) - 사기꾼 역
- 《전생에 웬수들》 (MBC, 2017년) - 모피 사모님 역
- 《꽃피어라 달순아》 (KBS2, 2017~2018년) - 윤재 이모 역
- 《이별이 떠났다》 (MBC, 2018년) - 김세영의 이복언니 역
- 《끝까지 사랑》 (KBS2, 2018년) - 화장품 가게 점주 역
- 《하나뿐인 내편》 (KBS2, 2018년) - 소양순의 친구 역
- 《라이프 온 마스》 (OCN, 2018년) - 동네 아줌마 역
- 《부잣집 아들》 (MBC, 2018년) - 성질 나쁜 학부모 역
- 《제3의 매력》 (JTBC, 2018년) - 아기 동자 무당 역
- 《미스마: 복수의 여신》 (SBS, 2018년) 정신 병동 조무사 역
- 《오늘의 탐정》 (KBS2, 2018년) - 약사 역
- 《빅포레스트》 (tvN, 2018년) - 이문식 쫓아내는 집주인 역
- 《스카이 캐슬》 (JTBC, 2018년) - 수임의 과거 선생님 역
- 《국민 여러분!》 (KBS2, 2019년) - 사기 당하는 박여사 역
- 《의사요한》 (SBS, 2019년) - 권소영 역
- 《진심이 닿다》 (tvN, 2019년) - 의뢰인 역
- 《더 뱅커》 (MBC, 2019년) - 부산 횟집 아줌마 역
- 《막돼먹은 영애씨 17》 (tvN, 2019년) - 생선가게 주인 역
- 《으라차차 와이키키 2》 (JTBC, 2019년) - 다단계 회사 과장 영숙 역
- 《동백꽃 필 무렵》 (KBS2, 2019년) - 과거 대포집 주인 역
- 《쌉니다 천리마 마트》 (tvN, 2019년) - 싸가지 없는 주민 역
- 《사랑의 불시착》 (tvN, 2020년) - 엘리베이터 운전공 역
- 《날씨가 좋으면 찾아가겠어요》 (JTBC, 2020년) - 해천시청 여직원 역
- 《굿 캐스팅》 (SBS, 2020년) - 학폭 가해 학생 학부모 역
- 《오 마이 베이비》 (tvN, 2020년) - 오지랖 아줌마 역
- 《산후 조리원》 (tvN, 2020년) - 조리원 간호사 강은미 역
- 《복수해라》 (TV조선, 2020~2021년) - 보험 설계사 이순영 역
- 《소년심판》 (넷플릭스, 2022년) - 곽도석의 어머니 역
- 《붉은 단심》 (KBS2, 2022) - 무녀 역
- 《월수금화목토》 (tvN, 2022년) - 수석 부장 판사 부인 역
- 《금혼령, 조선 혼인 금지령》 (MBC, 2022년) - 안씨 상궁 역
- 《미씽 : 그들이 있었다2》 (tvN, 2022년) - 최지원 국장 역
- 《빨간풍선》 (TV조선, 2022년) - 기사식당 사장 역
- 《사장님을 잠금해제》 (ENA, 2022~2023) - 이정연 역
- 《힘쎈 여자 강남순》 (JTBC, 2023) - 정민 고모 역
- 《남이 될 수 있을까》 (ENA, 2023) - 재판장 역
- 《웰컴투 삼달리》 (JTBC, 2023~2024) - 등산녀 역
- 《마에스트라》 (tvn, 2023~2024) - 봉주 엄마 역
- 《환상연가》 (KBS, 2024) - 주막 주인 역
- 《피라미드 게임》 (티빙, 2024) 대령 부인 역
- 《하이드》 (JTBC,2024) - 의뢰인 역
- 《비밀은 없어》 (JTBC, 2024) - 낙지집 사장 역
- 《함부로 대해줘》 (KBS2, 2024) - 여주댁 역
- 《열혈사제2》(SBS, 2024) - 야당 유길례 의원 역

### 영화
- 《미지왕》(1996년) - 간호사 역
- 《노는 계집 창》(1997년) - 산사술집 아가씨 역
- 《눈물》(2000년) - 연상녀 역
- 《여름이 준 선물》(2006년) - 영탄 모 역
- 《프렌즈》(2007년) - 영탄 모 역
- 《쌍화점》(2008년) - 향낭가게 주인 역
- 《마녀의 관》(2008년) - 처녀보살 역
- 《국가대표》(2009년) - 연변 아줌마 1 역
- 《그림자 살인》(2009년) - 활터 부인 역
- 《애자》(2009년) - 여수의사 역
- 《육혈포강도단》(2010년) - 병원여교도관 역
- 《초능력자》(2010년) - 아이 엄마 / 박 권사 역
- 《범죄와의 전쟁: 나쁜놈들 전성시대》(2012년) - 익현 여동생 2 역
- 《질식》(2012년, 단편) - 세린 역
- 《사라진 시간》(2012년, 단편) - 엄마 역
- 《웨딩스캔들》(2012년) - 숙자 역
- 《한공주》(2013년) - 수영복 판매원 역
- 《전국노래자랑》(2013년) - 파마손님 역
- 《미나문방구》(2013년) - 아줌마1 역
- 《캐치미》(2013년) - 숙자 모 역
- 《족구왕》(2014년) - 고기집 사장 역
- 《하프》(2014년) - 절도 여 역
- 《조문》(2014년, 단편) - 창식 아내 역
- 《돌연변이》(2015년) - 김 여사 역
- 《대결》(2016년) - 통장 아주머니 역
- 《춘천, 춘천》(2016년)
- 《엽기적인 그녀2》(2016년) - 건우 엄마 동네 친구 역
- 《오 흐브아흐!》 (2016년, 단편) - 손주의 역
- 《더 킹》(2017년) - 지방유지 아줌마 1 역
- 《곰국》(2017년, 단편) - 미향 역
- 《무슨 말을 할 수 있을까》 (2017년, 단편) - 민혁 엄마 역
- 《게이트》(2018년) - 집주인 역
- 《변산》(2018년) - 병실 엄마 역
- 《반도》(2020년) - 북한 앵커 역
- 《스마일클럽》(2020년, 단편) - 희수 역
- 《경아의 딸》 (2022년) - 숙현 역
- 《1947 보스턴》 (2024년) - 한인마켓 직원5 역
- 《그녀가 죽었다》 (2024년) - 방혜숙 역
- 《검은 수녀들》(2025) - 과거 무당 역